# Rio Alagnak
O rio Alagnak é um afluente do rio Kvichak, localizado no estado do Alasca, nos Estados Unidos. Possui cerca de 103 quilômetros de extensão e uma bacia hidrográfica com aproximadamente 3.600 km². O curso de água está situado na região central do distrito de Lake and Peninsula.

## Etimologia
De acordo com o Serviço Nacional de Parques dos Estados Unidos, na língua local a palavra Alagnak significa "cometer erros". O curso do rio é dinâmico, mudando frequentemente e dividindo-se em novos canais, o que pode levar navegadores a confundirem os percursos, razão pela qual também é conhecido localmente como "Branch River" (Rio dos Ramos).
Por outro lado, a obra Native American Placenames of the United States sugere que o nome derive do termo da língua yupik alagnaq, que se refere a um tipo de fruta vermelha. O Serviço Geológico dos Estados Unidos apresenta uma interpretação semelhante, citando o filólogo Richard H. Geoghegan, que associou o termo nativo a uma espécie de framboesa selvagem.

## Curso
O rio Alagnak tem início na saída do Lago Kukaklek, localizado no Parque Nacional e Reserva de Katmai, e deságua na baía de Bristol. Seu trecho inicial situa-se na Cordilheira Aleúte. Os primeiros dez quilômetros do rio fluem lentamente através da tundra, sendo a vegetação predominante composta por abetos.
Em seguida, o vale se estreita, apresentando paredes rochosas quase verticais. Entre os quilômetros 11 e 23, o rio atravessa um cânion estreito, fluindo a uma velocidade média de cerca de 12 km/h. O rio Nonvianuk deságua no Alagnak por volta do quilômetro 32.
A oeste, o Alagnak serpenteia pela Península do Alasca, antes de encontrar o rio Kvichak, que, por sua vez, deságua na baía de Bristol.

## Flora e fauna
Devido à grande quantidade de salmãos, a região abriga uma significativa população de ursos durante o verão e o outono, incluindo tanto urso-pardo quanto urso-negro-americano.
A maior parte da bacia hidrográfica do Alagnak serve como habitat de inverno para caribus do Alasca. Alces também podem ser encontrados ao longo de todo o ano. Às margens do rio, é possível observar castores, raposas, glotões, visons e lontras, além de ocasionais lobos.
Nas águas do Alagnak, diversas espécies de salmão são abundantes, incluindo salmão-vermelho, salmão-rosa, salmão-cão, salmão-rei e salmão-prateado. Outros peixes presentes incluem a truta-arco-íris, espécies de trutas de águas frias (char), grayling-do-ártico e lúcio-do-norte.
A vegetação nas margens é variada, composta principalmente por abetos, salgueiros e diferentes tipos de frutas silvestres.

## História

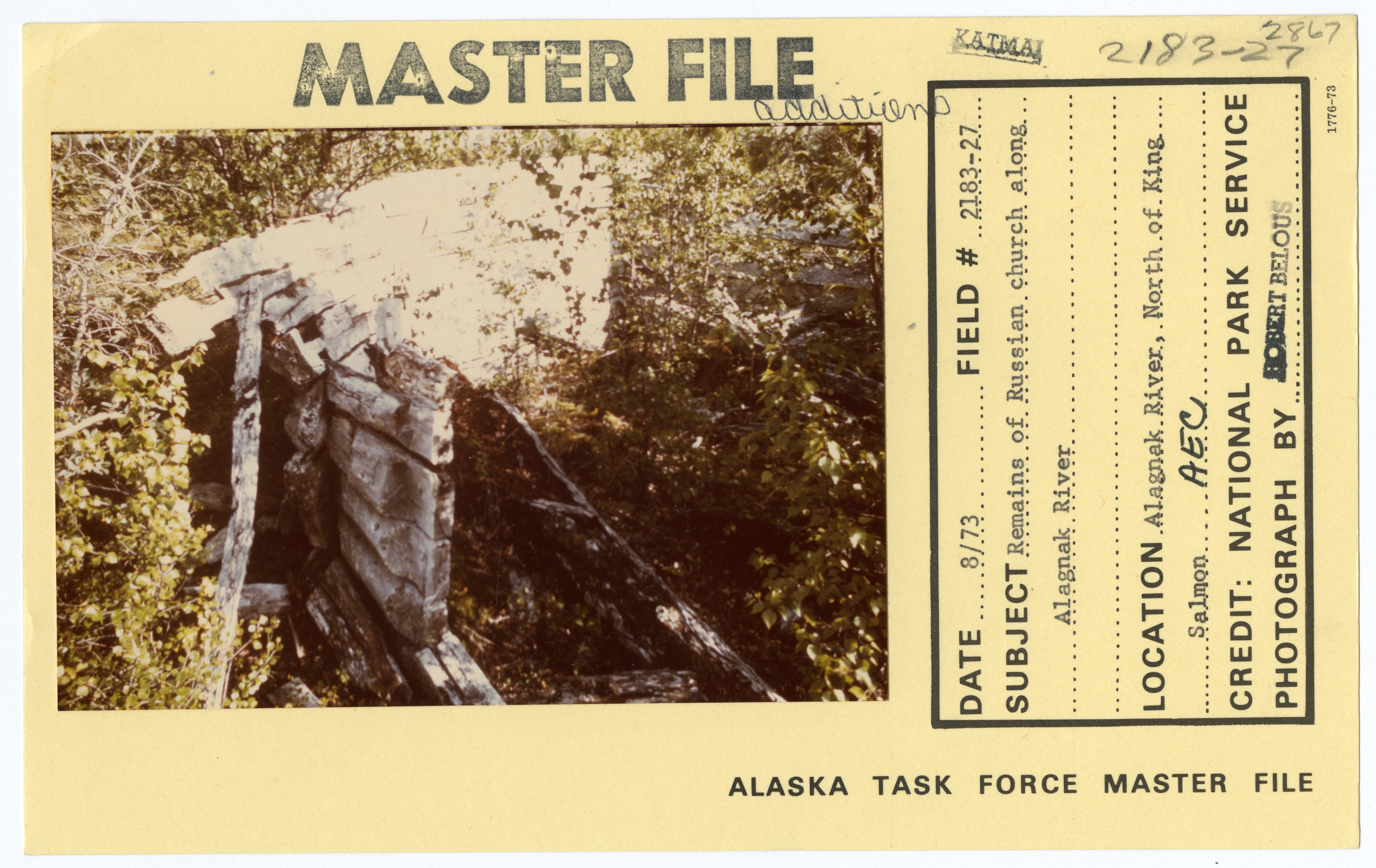
Restos de uma igreja russa às margens do rio Alagnak.

### Primeiros registros
Os primeiros seres humanos chegaram à região do rio Alagnak há cerca de 14.000 anos, durante o recuo glacial da última Era do Gelo. Registros documentados indicam que, há aproximadamente 9.000 anos, já existiam assentamentos humanos na área, conforme evidenciado por ferramentas de pedra encontradas em depósitos de resíduos (middens) de acampamentos abandonados próximos ao rio. Microlâminas conhecidas como atlatl eram utilizadas por volta de 7.000 anos atrás pelos povos nativos para caçar caribus.
As primeiras vilas permanentes para o inverno surgiram há cerca de 2.300 anos, período em que se observou um rápido desenvolvimento de habitações e ampliação dos povoados, possivelmente em resposta a mudanças climáticas. Fragmentos de cerâmica datados de aproximadamente 2.500 anos também foram encontrados na região.
Os primeiros europeus a explorar a região do rio Alagnak chegaram no século XIX, sendo o capitão russo Tebenkov o primeiro a documentá-lo, em 1852. Na mesma época, as populações indígenas começaram a deixar a área, e a vila próxima ao rio foi abandonada por volta de 1860.
Em 1900, a North Alaska Salmon Company estabeleceu duas fábricas de conservas na confluência dos rios Alagnak e Kvichak. A instalação localizada na foz do Alagnak ficou conhecida como Lockanok, enquanto a outra, situada cerca de 300 metros rio acima, no Kvichak, recebeu o nome de Hallerville, em homenagem a J.P. Haller, presidente da companhia. As duas fábricas foram interligadas por uma ferrovia de bitola estreita, utilizada para transportar salmões até a unidade de processamento em Lockanok.
A grande abundância de salmões tornou essa área uma das mais produtivas em termos de pesca no Alasca. Trabalhadores provenientes até mesmo da região do Rio Yukon migraram para o local em busca de emprego. A renda obtida nas fábricas possibilitou às populações locais o acesso a produtos de subsistência industrializados, como café, chá, açúcar e sal.
A erupção do Monte Katmai em 1912 impactou a região de forma moderada, mas os indígenas yupik continuaram a utilizar o local para armazenagem de alimentos.

### Crescente importância

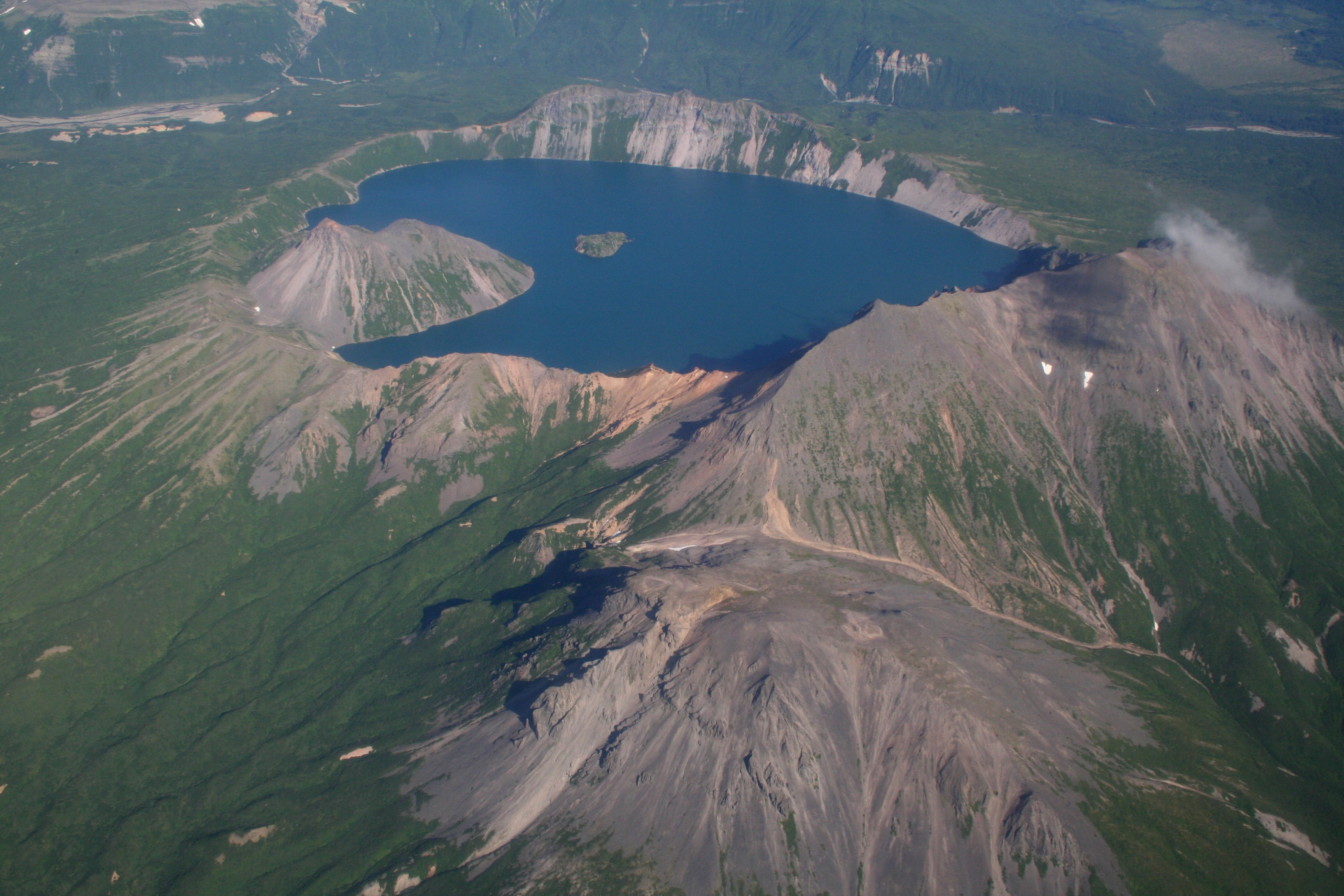
Cratera vulcânica preenchida por um lago no Parque Nacional e Reserva de Katmai, região das nascentes do rio Alagnak, que atravessa a Península do Alasca em direção à baía de Bristol e ao mar de Bering.

Em 1916, a empresa Libby, McNeill & Libby adquiriu as fábricas de conservas Lockanok e Hallerville da North Alaska Salmon Company. Durante a década de 1920, o aumento da erosão nas margens do rio Kvichak dificultou as operações de enlatamento, levando ao fechamento da fábrica em 1936. No ano seguinte, o edifício foi destruído por um incêndio. As tábuas de madeira remanescentes foram reaproveitadas por famílias indígenas para a construção de novas habitações ao longo do rio.
Em 1918, a epidemia de Gripe Espanhola atingiu severamente as aldeias da região, resultando na morte de 39 nativos e deixando 16 órfãos até junho de 1919. Apesar da tragédia, as comunidades ao longo do rio prosperaram graças às oportunidades de emprego oferecidas pela indústria de conservas. Após o declínio populacional causado pela doença, a presença de colonos brancos na área do Alagnak aumentou rapidamente.
Em junho de 1927, Russell Merrill, da Anchorage Air Transport, realizou o primeiro pouso de avião na região da confluência dos rios Alagnak e Kvichak, marcando também o primeiro pouso de aeronave registrado na Baía de Bristol. Na mesma época, a caça de animais de grande porte e a pesca esportiva tornaram-se atividades populares na área, com expedições de caça organizadas regularmente a partir de 1937.
Quando os riachos de trutas-arco-íris da região foram descobertos, a notícia foi destaque em um artigo publicado na revista Field and Stream em abril de 1941. Jay Hammond, que mais tarde se tornaria o quarto governador do Alasca, foi um dos principais operadores de voos de pesca na área, realizando seu primeiro voo para o local em 1946, onde se encontrou com o amigo Bill Hammersley, que havia visitado a região pela primeira vez em 1940.
Entre 1938 e 1947, caçadores e prospectores de ouro passaram a frequentar regularmente a região, atraídos pela descoberta de ouro e pela abundância de castores, cuja pele tornou-se uma das mais importantes do comércio de peles do Alasca até o colapso desse mercado. Um dos animais de grande porte mais cobiçados pelos caçadores era o Urso pardo da Península do Alasca.
Em torno de 1957, começaram a ser estabelecidos alojamentos para caça e pesca na região. Em 1973, um barco-galeria rebocado a partir de Naknek foi instalado no rio Alagnak.

### Área protegida

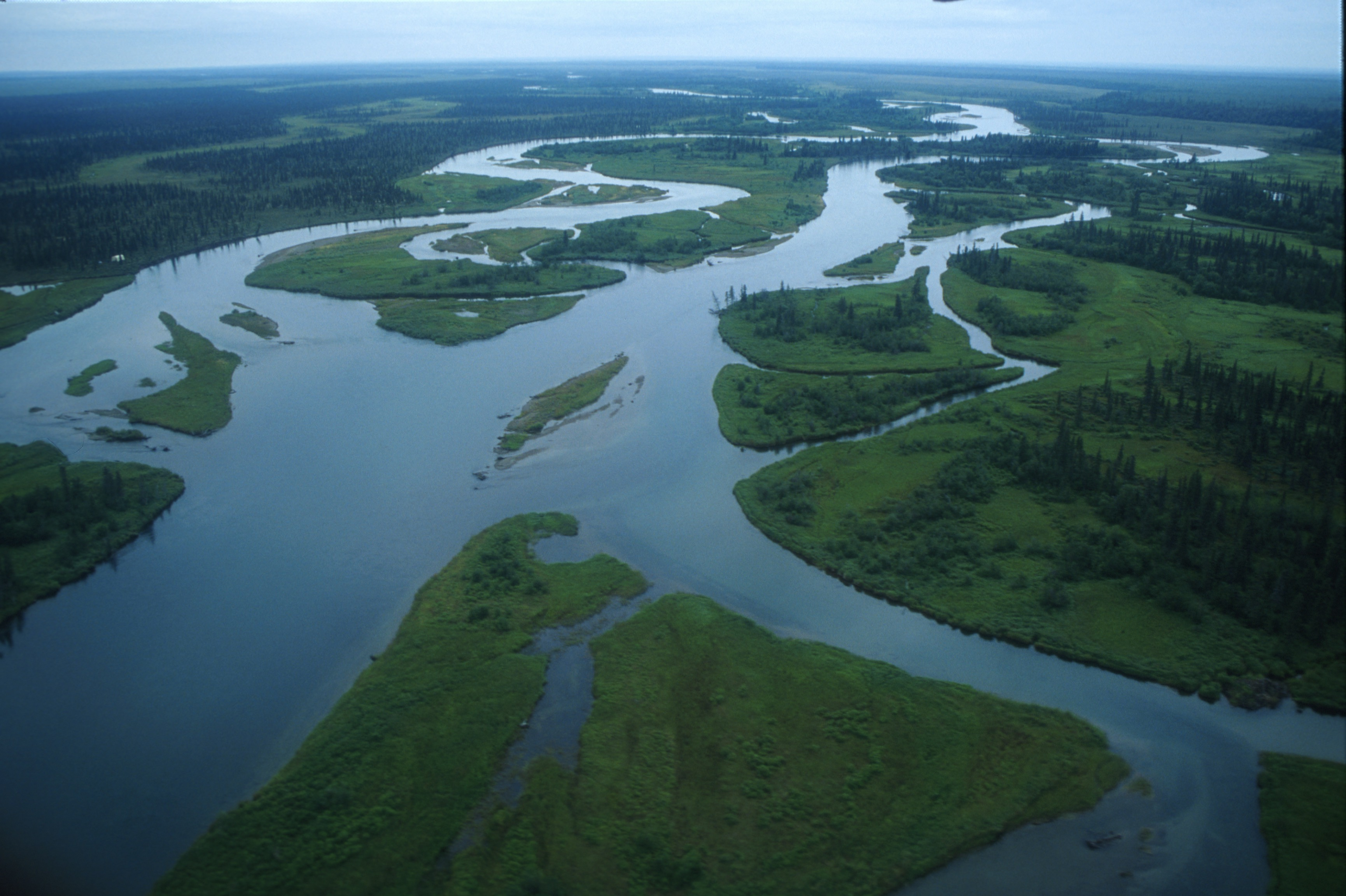
Vista aérea do canal do rio Alagnak.

Quando o Parque Nacional e Reserva de Katmai foi estabelecido em 1921, surgiram propostas entre conservacionistas para a criação de uma área protegida também ao redor do rio Alagnak. No entanto, caçadores e pescadores manifestaram oposição, receando que a proteção pudesse restringir suas atividades tradicionais.
Como a legislação que criou o Parque Nacional de Katmai proibia totalmente a caça e a pesca, o Alaska National Interest Lands Conservation Act (Lei de Conservação de Terras de Interesse Nacional do Alasca) de 1980 estabeleceu o Alagnak Wild River, uma unidade de conservação que buscava equilibrar a proteção da natureza com a permissão de práticas reguladas de caça esportiva, caça de subsistência, armadilhas e pesca.
Atualmente, a maioria dos caçadores que visitam a região busca a caça de alces para consumo e de urso-pardos como troféu.

### Rio selvagem
Em 1980, um total de aproximadamente 108 quilômetros dos trechos superiores do rio Alagnak e de um de seus afluentes, o rio Nonvianuk, foi classificado como "rio selvagem" no âmbito do Sistema Nacional de Rios Selvagens e Cênicos dos Estados Unidos.
O afluente Nonvianuk, que drena o Lago Nonvianuk, possui cerca de 18 quilômetros de extensão.